# Ginza

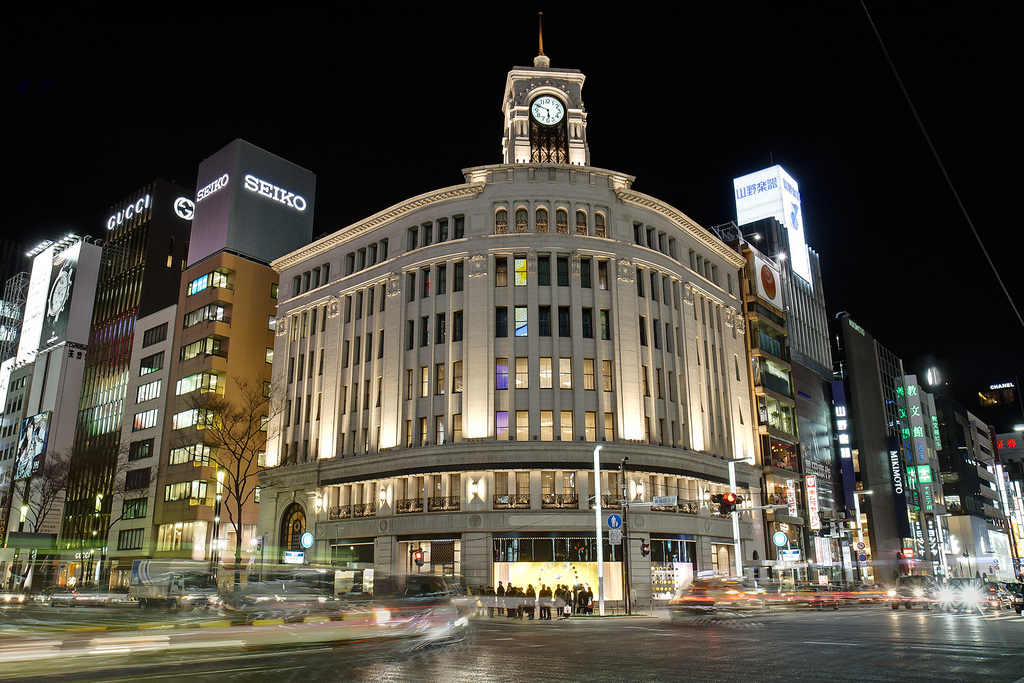
Wako áruház órája

Ginza (銀座) egy kerület Csúóban, Tokió keleti részén.
Japán legismertebb üzlet- és szórakoztató negyede, ahol számos nemzetközileg is elismert áruház, butik, étterem és kávéház található. Ginzát sokan úgy ismerik, mint az egyik legnagyobb luxus bevásárló negyedet a világon, mely az egész világból vonzza a látogatókat és a törzsvendégeket egyaránt.

## Történelem
Ginza eredetileg egy mocsár volt, melyet a 16. században töltöttek fel. Nevét a 17. században itt működő pénzverédről kapta.
1872-ben egy pusztító tűz tönkretette a terület nagy részét, majd ezek után a Meidzsi kormány kijelölte a területet „modernizációs modell”-nek. A terület terveit az angol származású Thomas Waters készítette, így az új negyed angol mintára, közművesítve, két- és háromszintes, vörös téglás házakkal épült fel.
Az új építészeti stílus kezdetben nem győzte meg a helyieket – csodájára jártak ugyan a fűzfákkal szegélyezett, gázlámpákkal megvilágított utcáknak, de nem akartak levegőtlen téglaházakban lakni. Így az épületekbe végül könyvkiadók és újságszerkesztőségek költöztek, majd ezeket üzletek és különféle, Európától ellesett újdonságok követték – német söröző, francia kávéház, cukrászda és tejbár. Ginza divatba jött, rohamos fejlődésnek indult és rövid idő alatt Tokió első negyede lett; egyfajta színpad, ahol a ráérő gazdagok szórták a pénz és ahová csapatostul jöttek nézelődni a vidékiek. A téglaházak fél évszázadot éltek meg, az 1923-as földrengésben összedőltek, de addigra már Ginza helye a városi ranglista élén megingathatatlanná vált.

## Látványosság

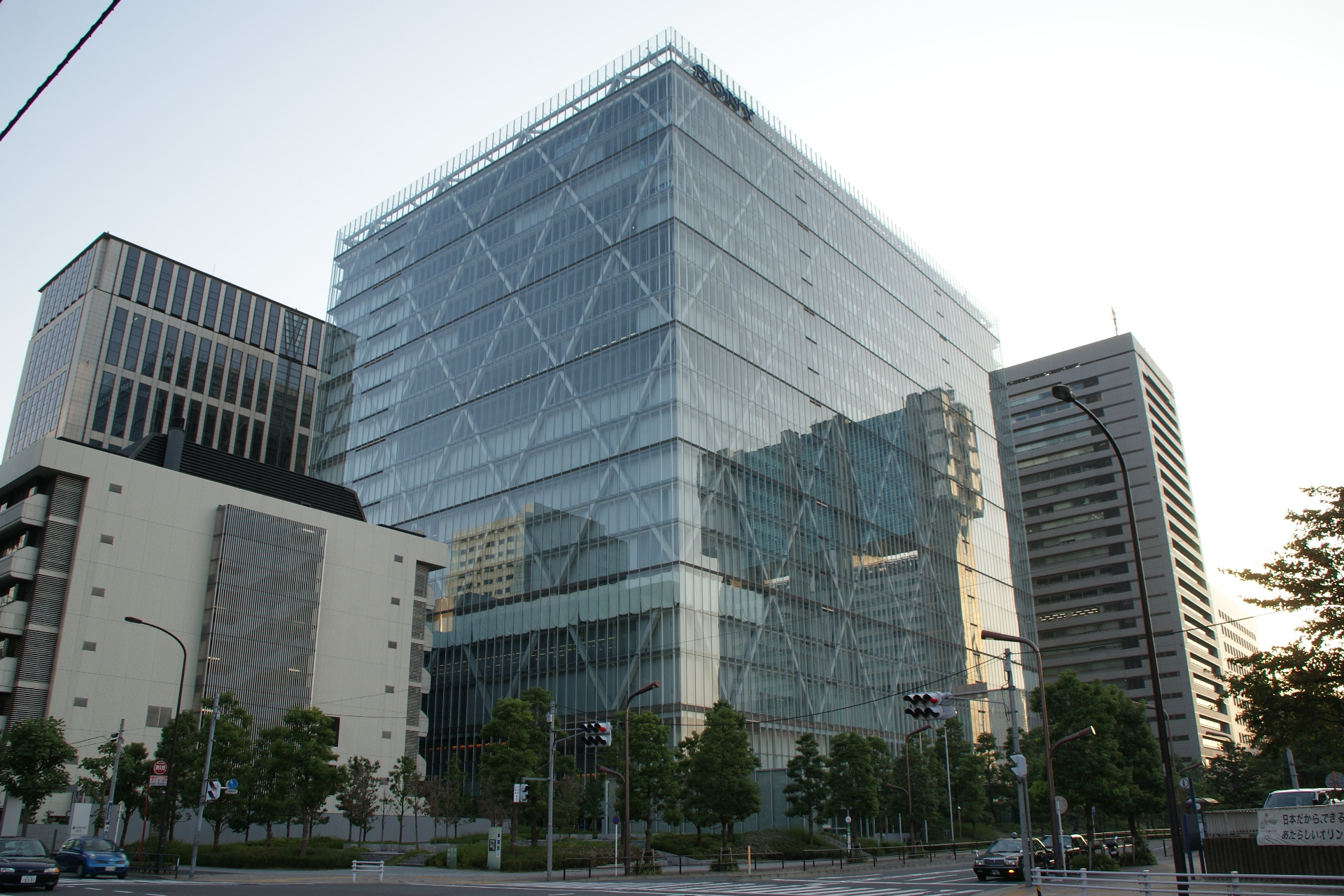
Sony

A Harumi dorin – mely egy széles sugárút – kelet felé elindulva, az első kereszteződésnél áll egy apró, narancs-vörös csíkos rendőrőrs. A játékos házikót Kazumasza Jamasita építészprofesszor tervezte még a gazdag nyolcvanas években, amikor egy városszépítési kampány keretében neves építészek kaptak megbízást a belvárosi posztok megtervezésére. A szemközti sarok, a Fujija hatalmas fényreklámja az esti Ginza talán legtöbbet fotózott pontja. Az utca túloldalán áll a Sony bemutatóterme, majd mellette feltűnnek az első luxusüzletek – Hermès, Armani, Dior. Az északnyugati sarkon álló, világos kővel burkolt Wako áruház 1932-ben épült és túlélte 1945 gyilkos tavaszát, amikor az amerikai gyújtóbombák szinte az egész várost –  de a palota környékét teljesen – elpusztították. A szemközti sarkon található Ginza első áruháza, a harmincas években alapított Mitsukoshi; a helyiek évtizedek óta a bejáratát őrző bronz oroszlánok mellett adnak egymásnak találkát. Átellenben, a délkeleti sarkon álló San'ai Dream Center pedig Japán gazdasági fellendülésének, a hatvanas évek utópisztikus optimizmusának tanúja.

## Gyalogos övezet
Minden szombaton és vasárnap, 12:00-17:00, a fő utcán keresztül Ginzaban lezárják a közúti forgalmat, hogy az emberek szabadon sétálhassanak. Ezt hívják Hokosza Tengokunak( 歩行者天国 ) vagy röviden Hokotennek.

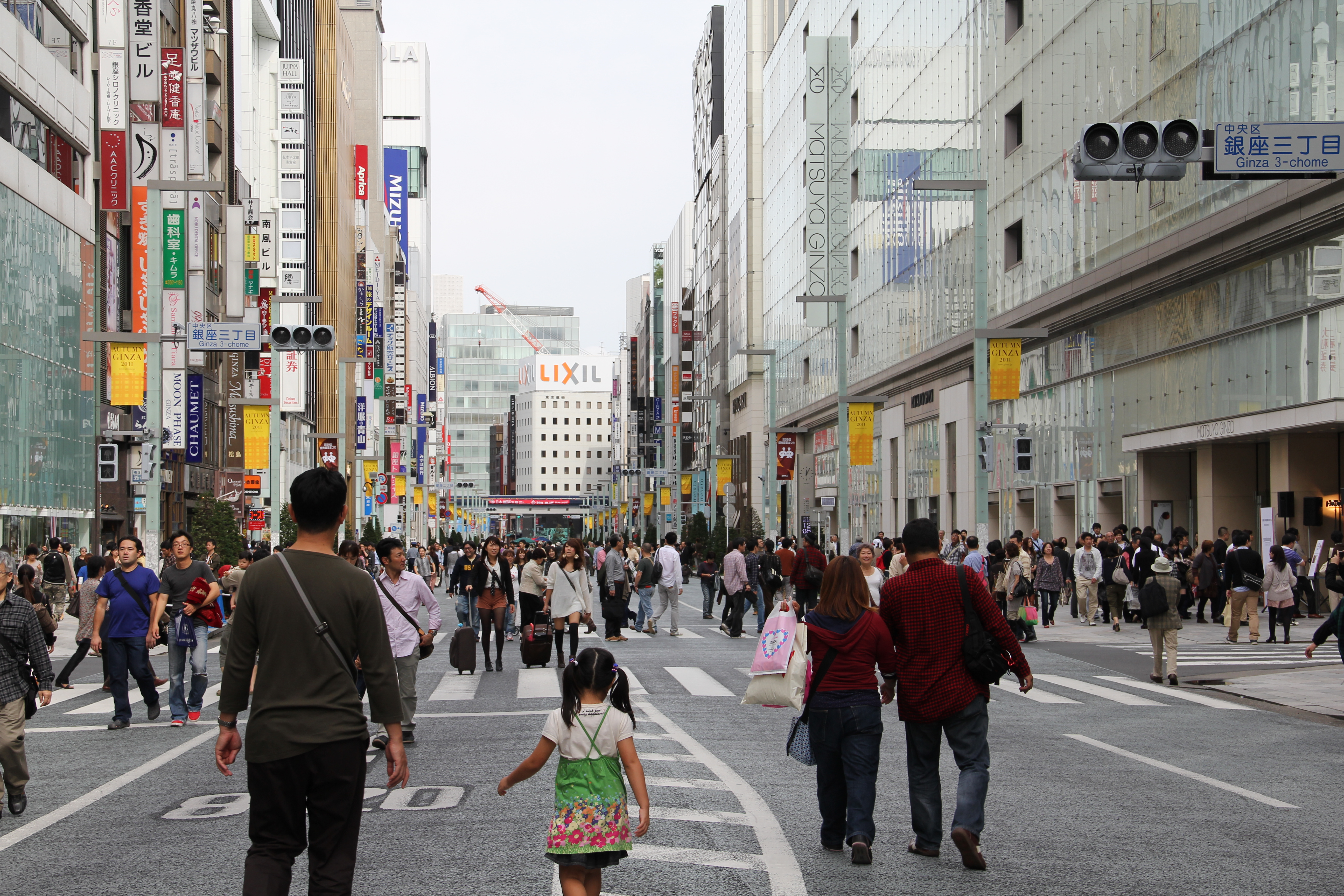
Ginza fő utcája